# 399 Persephone
399 Persephone este un asteroid din centura principală, descoperit pe 23 februarie 1895, de Max Wolf.